# 금가역
금가역(Geumga station, 金加信號場)은 충청북도 충주시 금가면 잠병리에 위치한 중부내륙선의 신호장이다. 부발역~충주역 구간 중간 신호장으로 신설되었다.

## 역사
- 2021년 11월 17일: 철도거리표 고시[1]
- 2021년 12월 31일: 개통